# Големият бизнес
„Големият бизнес“ (на английски: Big Business) е американска комедия от 1988 г. на режисьора Джим Ейбрахамс, и участват Бет Мидлър и Лили Томлин.